# Euselasia pelor
Euselasia pelor is een vlindersoort uit de familie van de prachtvlinders (Riodinidae), onderfamilie Euselasiinae.
Euselasia pelor werd in 1853 beschreven door Hewitson.